# Markus Koch (componist)
Markus Koch (Vilshofen an der Donau, 26 juli 1879 – Ingolstadt, 24 oktober 1948) was een Duitse componist, muziekpedagoog, organist, klavecimbelspeler.

## Levensloop
Koch was afkomstig vanuit een muziek enthousiast gezin. Hij studeerde aanvankelijk pedagogiek aan de academie in Straubing en werd leraar in de regio van München. Zijn groot muzikaal talent werd spoedig bij zijn collega's bekend. Door de leider van het schooldistrict in München kreeg hij samen met zijn collega Joseph Haas de opdracht een stedelijke muziekacademie in München op te richten. Hij studeerde daarnaast muziek aan de toenmalige Koninklijke academie voor de toonkunst in München en behaalde in 1914 zijn diploma als muziekopleider. Hij werd leider van het St.-Anna-Gymnasium in München. In 1923 werd hij hoofd van de afdeling muziekopleiding aan de academie voor de toonkunst. Hij ontwikkelde een uitgebreid lessenpakket voor de praktische en theoretische opleiding van schoolmuziekstudenten. Koch heeft de doelstellingen van muziekonderwijs in de leerplannen voor de verschillende schoolvormen uitgebreid.
Vanwege zijn kritische instelling tegen het nazi-regime en de aanhoudende confrontatie met de nazigetrouwe lerarenvereniging werd hij in 1936 van zijn positie verdreven. Vervolgens was hij tot zijn pensionering in 1938 aan de academie voor onderwijzersopleiding in Freising. Daarna verhuisde hij naar Ingolstadt, waar hij het muziekleven positief beïnvloedde. In deze stad is een straat naar hem vernoemd.
Naast zijn werkzaamheden als muziekpedagoog heeft hij ook gecomponeerd. Hij schreef werken voor orkest, harmonieorkest, kerkmuziek, veel vocale muziek, kamermuziek en pedagogische werken.

## Composities

### Werken voor orkest
- 1933: - Concerto grosso in c mineur, voor strijkorkest en basso continuo, op. 77
- - Geestelijke muziek, voor strijkorkest en orgel, op. 67

### Werken voor harmonieorkest
- 1900: - Wanderlust-Marsch, voor harmonieorkest
- 1912: - 4 religieuze karakterstukken, voor groot koperensemble, op. 31
- - Religieuze Symfonie, voor harmonieorkest

### Missen en andere kerkmuziek
- 1904: - Missa solemnis, voor gemengd koor, 2 hoorn, strijkkwintet en orgel, op. 4
- 1905: - Mis ter eer van de heilige evangelist Marcus, op. 6
- 1906: - Missa in honorem Sanctae Sophiae, voor gemengd koor en orgel, op. 9
- 1907: - Missa in honorem S. Isidori, voor sopraan, alt, tenor, bas en orgel, op. 15
- 1908: - Requiem, voor gemengd koor, 2 klarinetten, 2 hoorns, trombone, strijkkwartet en orgel, op. 12
- 1912: - Psalm 150, voor gemengd koor en orgel, op. 28
- 1913: - 6 deutsche Kirchenlieder zum heiligen Herzen Jesu, voor tweestemmig koor en orgel, op. 34
  1. Hoch über allen Herzen
  2. Lobgesang zum göttlichen Herzen Jesu
  3. Ich lieb' ein Herz
  4. O Jesu komm, Du trauter Gast
  5. O Jesu Herz, du all mein Glück
  6. Jesus will das Herz gewinnen
- 1913: - 5 Communieliederen, voor sopraan, alt en orgel, op. 35
- 1913: - Gebet für Deutschland zur Erinnerung an 1813, voor driestemmig kinderkoor en piano (of harmonium), op. 38 - tekst: Lothar Meilinger
- 1914: - 3 Ave Maria, voor gemengd koor, op. 23
- 1930: - Jubel- und Dankeshymne "Lobet Gott für sein Erbarmen", voor driestemmig vrouwenkoor en piano, op. 62a - tekst: Bernardine Preis
- 1930: - Deutscher Messgesang "Herr erbarme Dich der Deinen", voor tweestemmig koor en orgel, op. 68 - tekst: Zuster M. Dilecta
- 1935: - Gebet: "O Herr, lass unser Werk gelingen", voor unisono of meerstemmig gemengd koor en piano, op. 79d - tekst: Ernst Knoth
- 1935: - Deutsches Gebet, voor vier- tot zesstemmig gemengd koor, op. 81
- - Jesus Christus, Gott und König, voor tweestemmig koor en orgel (of harmonium) - tekst: Gebhard Tress
- - Jubelhymne "Rausche mein Lied, empor zu dem Ewigen", voor een- tot driestemmig vrouwen- of knapenkoor en piano (of strijkkwartet, of strijkkwintet), op. 76 - tekst: M. Marziana Eberl
- - Mis ter eer van Sint Caecilia, voor driestemmig vrouwenkoor en orgel
- - Mis ter eer van de heilige Antonius van Padua in Es majeur
- - Mis, voor sopraan, alt en orgel
- - Vier Duitse gezangen tot een stille mis naar Psalmverzen, voor gemengd koor en orgel, op. 46
- - Von Weihnacht bis Ostern (Van kerst tot Pasen), 5 koren voor 3 vrouwen of 2 knapenstemmen, op. 72
  1. Die kleine Mutter: Und als es Abend wurde - tekst: Manfred Hausmann
  2. Todesaustreiben: Nun treiben wir den Winter aus - tekst: Guido Görres
  3. Kyrieleis - der Frühling kriegt den Preis - tekst.: Theodor Übelacker "Jahresreigen"
  4. Wanderlied: Lustig in die Welt hinein - tekst: Franz Xaver Kambold
  5. Wir sind jung - tekst: Jürgen Brand
- - Wir grüßen dich, Maria, voor driestemmig vrouwenkoor (SSA), op. 63
- - Zes Latijnse gezangen, voor driestemmig vrouwen- of knapenkoor en orgel, op. 43 
  1. Asperges me
  2. Vidi aquam
  3. Veni Creator Spiritus
  4. Veni Sancte Spiritus
  5. Ave Maria
  6. Pange lingua
- - 6 tweestemmige Latijnse kerkgezangen, voor tweestemmig koor, op. 2
- - 6 Deutsche Marienlieder, voor tweestemmig koor en orgel (of harmonium), op. 40

### Muziektheater

#### Toneelmuziek
- 1921 - Repelsteeltje - een kerstsprookje, in 3 delen - tekst: Alois Buhl
- - Weihnachtslegende da drüben steht ein winzig Haus, voor zangstem(men) en piano - tekst: Adolf Holst

### Vocale muziek

#### Werken voor koor
- 1900: - Am Königs-See, voor mannenkoor
- 1914: - In stiller Nacht, een oorlogsgebed voor unisono koor en piano, op. 41 (ook in een versie voor zangstem en piano) - tekst: Wilhelm Lappmann
- 1915: - Was der Junikäfer sah, voor driestemmig vrouwenkoor en piano, op. 39 nr. 1 - tekst: prinses Mathilde van Beieren
- 1915: - Sei stille, mein Kind, een oorlogslied voor driestemmig vrouwenkoor en piano, op. 39 nr. 2 - tekst: Alfons Muggenthaler
- 1917: - Heimatliebe, voor unisono koor en piano, op. 51 - tekst: Ignaz Griebl
- 1917: - Zes tweestemmige kinderliederen, voor kinderkoor en piano, op. 50 
  1. Der Wanderer und der Bach - tekst: Martin Greif
  2. Tanzliedchen - tekst: Alfons Muggenthaler
  3. Sommerliedchen - tekst: Franz Nirac
  4. Der Spatz - tekst: Alfons Krämer
  5. Am Abend - tekst: Friedrich Grill
  6. An da Wiag'n - tekst: Fritz Druckseis
- 1917: - Drie gezangen, voor vrouwen- of knapenkoor en piano, op. 57 - tekst: Joseph von Eichendorff
- 1927: - Vijf driestemmige liederen, voor gemengd koor a capella, op. 64
- 1927: - Sechs weltliche Lieder, naar teksten van onbekende meesters voor driestemmig koor a capella, op. 71
- 1930: - 3 Koren naar woorden van Walther von der Vogelweide, voor unisono koor en piano (of orgel), op. 73 nr. 1
- 1930: - Stimmt an!, oude en nieuwe twee- of driestemmige gezangen voor de wandelende jeugd
- 1932: - Suite over studentenliederen, voor mannenkoor, strijkinstrumenten en dwarsfluit, op. 75
- 1934: - Wir: "Wir sind Leben, sind Kampf, sind Stirn und Faust", voor unisono koor en piano, op. 79a - tekst: Franz Lüdtke
- 1935: - Du sollst an Deutschlands Zukunft glauben, voor unisono koor en piano, op. 79c - tekst: Johann Gottlieb Fichte
- - Deklamation und Chöre zu einem Festakt, voor driestemmig vrouwenkoor, op. 62
- - Deutsche Feier, voor driestemmig vrouwen- of knapenkoor en piano vierhandig en 2 mannenstemmen (bariton, bas) en strijkkwartet ad libitum, op. 93
- - Drie Liederen, voor driestemmig vrouwen- of knapenkoor en piano, op. 47
  1. Frische Fahrt - tekst: Joseph von Eichendorff
  2. Wiegenlied in der heiligen Nacht - tekst: Margarete Bruch
  3. Wohlauf, ihr klein Waldvöglein - tekst: uit Des Knaben Wunderhorn
- - Hymne an Deutschland, voor bariton, mannenkoor en groot koperensemble, op. 78 - tekst: Joseph Maria Lutz
- - Vier dreistimmige Männerchöre, voor mannenkoor, op. 87
  1. Feuerspruch - tekst: B. Hischbold
  2. Bauernleben - tekst: Th. Gisinger
  3. Saatgebet - tekst: Joseph Maria Lutz
  4. Landsknechte sind wir - tekst: Florian Seidl
- - Zeven tweestemmige gezangen, voor kinderstemmen, op. 60

#### Liederen
- 1913: - Kreuzfahrer-Lieder, drie gedichten van Hartmann von Aue vanuit het Middelhoogduits vertaald door Will Vesper voor zangstem en piano (of orgel), op. 20
- 1913: - 4 Duetten, voor 2 kinderstemmen, op. 36
- 1914: - Ein Sträußlein einstimmiger Lieder mit Klavierbegleitung für Schule und Haus, voor zangstem en piano, op. 37
- 1915: - Heil Kaiser!, 2 oorlogsliederen voor zangstem en piano - tekst: Max Trümpelmann
- 1915: - Fromm, voor middenstem en piano, op. 44 - tekst: Gustav Falke
- 1921: - 5 Liederen, voor middenstem en piano, op. 55 - tekst: Joseph von Eichendorff
- 1926: - Tanzlieder und Liedertänze, voor zangstem en piano - tekst: Gertrud Herbart
- 1929: - Bayrische Heimatlieder, voor zangstem en piano

### Werken voor orgel
- 1914: - 4 Orgeltrio's, op. 11
- - Aus meinem Skizzenbuch - 12 kleine Charakterstücke, op. 26

### Pedagogische werken
- 1926: - Deutsche Singfibel für das 1. und 2. Schuljahr der Grundschule
- 1927: - Singbüchlein für den 3. und 4. Schülerjahrgang der Grundschule
- 1928: - Singbüchlein für den 5. bis 8. Schülerjahrgang der Grundschule
- 1930: - Aus deutschen Landen - Liederbuch für die höheren Unterrichtsanstalten für Mädchen, für Lehrerinnenbildungsanstalten und Singschulen
- 1932: - Das Kränzlein: 42 kleine Lieder für Kindergarten, Schule und Haus

## Publicaties
- Abriss der Instrumentenkunde, Kempten & München, 1912. 340 p.
- Die neue Sendlinger Kirchenorgel in München, in: Musica sacra 1915 / 11, pp. 173-174
- Eitzsches Tonwort und Kirchenchor, in: Musica sacra 1925 / 02, pp. 41-48